# 2 Zapasowy Pułk Piechoty
2 zapasowy pułk piechoty – zapasowy oddział piechoty ludowego Wojska Polskiego.
Sformowany rozkazem dowódcy 1 Armii Polskiej w ZSRR nr 05/OU z 7 maja 1944 w Iwołżańskiej Gorzelni w okolicach Sum z zadaniem uzupełniania 2 Dywizji Piechoty. Pod koniec czerwca 1944 pułk przegrupowano do Korostyszewa, a następnie do Rzeszowa. Po utworzeniu okręgów wojskowych, pułk podlegał dowódcy OW – Kraków.
Rozkazem NDWP nr 156/org. 27 czerwca 1945 rozwiązano jednostkę. Na bazie pułku utworzono 17 Dywizję Piechoty.

## Nieetatowe jednostki pułku
Przy pułku sformowana została specjalna jednostka – zapasowy pułk piechoty nr 2 A. Wcielała ona przede wzystkim ujawniających się uczestników podziemia zbrojnego i byłych jeńców wojennych. Jednostka posiadała punkty mobilizacyjne w Rzeszowie, Kolbuszowej, Dębicy, Mielcu, Nisku, Łańcucie, Brzozowie, Sanoku, Jaśle, Jarosławiu i Przemyślu
Rozkazem NDWP nr 112 z 30 kwietnia 1945 sformowano w 2 zpp batalion specjalny, którego zadaniem było zabezpieczenie dowodów zbrodni hitlerowskich na terenie obozu koncentracyjnego w Oświęcimiu.